# بينغ لو
بينغ لو (بالصينية: 路平)، من مواليد 1953، وهي كاتبة تايوانية تهتم بكتابة الروايات والمقالات والقصائد الشعرية والمسرحيات، وهي مشهورة بنقدها للظواهر الاجتماعية. وهي معروفة أيضًا في عالم اللغة الصينية بنقدها للظواهر الاجتماعية، بدءًا من التنمية الثقافية إلى قضايا النوع الاجتماعي وحقوق الإنسان. على مدار العقدين الماضيين، نجحت السيدة لو في ترسيخ مكانتها كروائية وكاتبة عمود ومعلقة بارزة في تايوان.

## الخلفية
تخرجت السيدة لو من قسم علم النفس بجامعة تايوان الوطنية وحصلت على درجة الماجستير من جامعة أيوا. أثناء عملها كإحصائية في الولايات المتحدة، فازت بالجائزة الأولى عن قصتها القصيرة "الموت في حقل ذرة" في مسابقة الخيال الخيالي يونايتد ديلي نيوز عام 1983. كما نالت أعمالها الأخرى العديد من الجوائز، منها جائزة النثر وجائزة التأليف الدرامي. في عام 2002، نشرت رواية عن وفاة المغنية التايوانية الشهيرة تيريزا تينغ بعنوان "متى ستعودين مرة أخرى؟

## الأعمال الأدبية
ومن أعمالها الأدبية، حظي "الحب والثورة" (صدرت النسخة الصينية لأول مرة عام 1995، بينما نشرت النسخة الإنجليزية من مطبعة جامعة كولومبيا عام 2006) بأكبر قدر من الاهتمام. تعيد السيدة "لو" تصور حياة "صن يات صن" و"سونغ تشينغ لينغ"، وهما زوجان أسطوريان في الصين الحديثة. إنها لا تستكشف علاقاتهم الزوجية فقط، بما في ذلك إخفاقاتهم ورغباتهم، ولكنها تذكر أيضًا الحياة السياسية لصن يات صن ومشاعر سونغ تشينغ لينغ بالعزلة والوحدة بعد وفاة زوجها. وكما أشار بيري لينك في مقالته بعنوان "الظلال الصينية" (التي نشرتها مجلة نيويورك ريفيو في 16 نوفمبر 2006)، تحاول السيدة لو أيضًا أن تجد في سونج تشينج لينج "الشخص المدفون تحت كل طبقات الصورة "صنع" و"إعادة بناء صورة ذات مصداقية" للمرأة الشهيرة. وقال أيضًا إن السيدة لو "نجحت في إظهار التفاصيل العادية والبغيضة أحيانًا عن حياة تشينغلينغ"، وأنها "قد تكون أو لا تكون دقيقة بشأن حياة تشينغلينغ الداخلية، لكنها بالتأكيد تكتب بأمانة واختراق".
تشمل أعمالها الأخيرة رواية "The River Darkens" ومجموعة مقالات عن السيرة الذاتية "Heart Mandala".

## السفير المتجول
قبل أن تصبح مديرة مركز كوانغ هوا للمعلومات والثقافة في كانون الثاني/يناير 2003، عملت السيدة لو ككاتبة افتتاحية في صحيفة تشاينا تايمز، وأمضت سنوات عديدة في إلقاء محاضرات حول موضوعات مثل الحركة النسائية، والنقد الثقافي، والتعليقات الإخبارية في جامعة تايوان الوطنية. وجامعة تايبيه الوطنية للفنون، وعمل سفيرًا متجولًا لتايوان لبضع سنوات.
تركت السيدة لو منصبها في مركز كوانغ هوا للمعلومات والثقافة في ديسمبر 2009، لكنها تعمل باستمرار على تعزيز التبادلات الثقافية والاقتصادية بين تايوان وهونج كونج.
وهي حاليًا رئيسة إذاعة تايوان الدولية.

## قائمة المراجع
- الحب والثورة: رواية عن سونغ تشينغ لينغ وصن يات صن. (ترجمة نانسي دو.) نيويورك: مطبعة جامعة كولومبيا، 2006.